# Trox quadricostatus
Trox quadricostatus är en skalbaggsart som beskrevs av Clarke H. Scholtz 1980. Trox quadricostatus ingår i släktet Trox och familjen knotbaggar. Inga underarter finns listade i Catalogue of Life.